# Мена (річка)
Ме́на — річка в Чернігівській області, права притока Десни, басейну Дніпра. Бере початок в Сновському районі. Протікає територією Корюківського та Менського районів Чернігівської області. 
Довжина — 70 км, середня глибина — 1,5—2 метри. Найбільша глибина — 5 метрів. Ширина — 5—10 метрів. 

## Етимологія
Назва походить від балтського men~kas «дрібний, слабкий».

## Географія

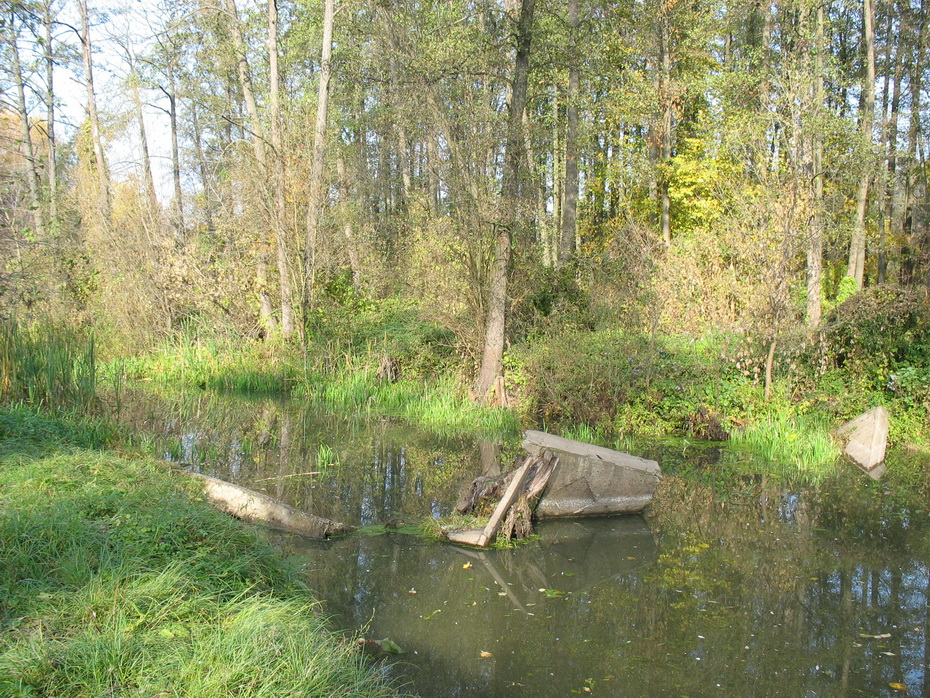
Сучасна «дамба» на р. Мена в селі Киселівка

Бере початок у селі Щокоть Сновського району. Протікає з півночі на південь через такі населені пункти: с. Низківка, Веселе, санаторій Остреч, місто Мену, с. Феськівку, Киселівку, Осьмаки, хутір Дубровку. 
Впадає в Десну. Притоки: ліві — річки Короська, Сивуха, Удідка, Сидорівка, Бабка, Остреч, праві — Сперш, Іржавець, Дягова, Конотоп.

## Судноплавність
У 18—19 ст. річка була важливим судноплавним шляхом і мала ширину 25—50 м і середню глибину 8—14 м. Нині річка має штучне регулювання за допомогою 7 шлюзів. До 1960-х рр. була судноплавною.

## Фауна
Риби, які водяться: краснопірка, плітка, окунь, карась китайський, карась білий, в деяких місцях зустрічається карась червоний (золотистий), лин, щука, піскар, гірчак, удідка, чебачок амурський, ротан, в невеликій кількості постійно, а також під час нересту в річку в великій кількості можуть заходити такі види риб, як сазан річковий, плоскирка (густера), в'язь, верховодка (уклейка), жерех, йорж. 
Ссавці: пацюк чорний і пацюк сірий, ондатра, в невеликій кількості — бобер, хохуля. 
Птахи: сіра чапля, бекас, дупель, кулик болотяний (пастушок), вальдшнеп, кроншнеп, деркач, бугай водяний, водяна курочка, дикі качки, лелеки. 
Земноводні: вуж звичайний і водяний, жаба ставкова, ропуха.

## Мережні ресурси
- Miena // Słownik geograficzny Królestwa Polskiego. — Warszawa : Druk «Wieku», 1885. — Т. VI. — S. 350. (пол.)